# سلمان رشدي
السير سلمان رشدي واسمه أحمد سلمان رشدي (19 يونيو 1947 -)؛ روائي وكاتب بريطاني من أصل هندي كشميري. فازت روايته الثانية أطفال منتصف الليل (1981) بجائزة بوكر الأدبية في عام 1981، إذ اعتُبرت «أفضل رواية لجميع الفائزين» في مناسبتين منفصلتين احتفالًا بالذكرى الخامسة والعشرين والأربعين لجائزة بوكر الأدبية. ارتكز رشدي في الكثير من أعماله الأدبية القصصية على شبه القارة الهندية. جمع رشدي في أسلوبه الأدبيّ ما بين الواقعية السحرية والخيال التاريخي؛ إذ تُعنى أعماله بالعديد من الروابط والاختلالات والهجرات بين الحضارات الشرقية والغربية.
كانت روايته الرابعة آيات شيطانية (1988) موضع جدل كبير، إذ أثارت احتجاجات المسلمين في عدة بلدان. ووصل الأمر أن واجه رشدي العديد من التهديدات بالقتل، بما في ذلك فتوى المرشد الأعلى للثورة الإسلامية في إيران آية الله روح الله الخميني التي دعت إلى اغتياله في 14 فبراير من عام 1989. وضعت الحكومة البريطانية رشدي تحت حماية الشرطة.
انتُخب رشدي بصفته عضوًا للجمعية الملكية للأدب في عام 1983، وهي المنظمة الأدبية العليا على مستوى سائر المملكة المتّحدة. قُلّد رشدي وسام الفنون والآداب الفرنسي في شهر يناير من عام 1999. مُنح رشدي لقب فارس على يد الملكة إليزابيث الثانية بسبب خدماته في الأدب في شهر يونيو من عام 2007. صنّفته صحيفة ذا تايمز في المرتبة الثالثة عشر ضمن قائمتها لأفضل 50 كاتبًا بريطانيًا منذ عام 1945 خلال عام 2008.
عاش رشدي في الولايات المتّحدة منذ عام 2000. حصل على لقب الكاتب المتميّز المقيم في معهد آرثر إل. كارتر للصحافة ضمن جامعة نيويورك في عام 2015. أمّا في وقت سابق، درّس رشدي في جامعة إيموري. انتُخب عضوًا في الأكاديمية الأمريكية للفنون والآداب. نشر رشدي جوزيف أنطون: مذكّرات، الذي كان سردًا ذاتيًا لحياته في ضوء الجدل الدائر وتهديدات القتل التي تلقاها حول كتاب آيات شيطانية.

## مسيرته المهنية

### أبرز أعماله
تجاهل كلّ من العامّة والنقّاد الأدبيين رواية رشدي الأولى غريموس (1975) التي كانت بمثابة قصّة خيال علمي تقريبًا. أمّا روايته اللاحقة أطفال منتصف الليل (1981) فأدخلته أبواب الشهرة الأدبية. حصلت روايته هذه على جائزة بوكر الأدبية في عام 1981، وحصل أيضًا على جائزة أفضل الفائرين بجائزة بوكر الأدبية عن هذه الرواية بصفتها أفضل الروايات الحاصلة على جائزة بوكر الأدبية في أعوامها الـ 25 والـ 40 الأولى، وذلك في عامي 1993 و2008 على التوالي. تسرد رواية أطفال منتصف الليل أحداث حياة طفل مولود في منتصف الليل في الوقت التي حصلت فيه الهند على استقلالها، إذ يتمتّع هذا الطفل بقوى خارقة وعلاقة خاصّة مع الأطفال الآخرين المولودين في فجر عصر جديد ومضطرب في تاريخ شبه قارة الهند المترافق مع ولادة الدولة الحديثة في الهند. قُورنت شخصية سليم سيناء برشدي. ومع ذلك، نفى المؤلف الفكرة القائلة بأنه قد كتب أيًّا من شخصياته بناءً على سيرته الذاتية، قائلًا «يفترض الناس بأن الشخصية المستمّدة من تجاربك الشخصية هي امتداد لك. ومن هذا المنطلق، لم أشعر بأنني قد بنيت أيّ شخصيّة بناءً على سيرتي الذاتية».
بعد روايته أطفال منتصف الليل، كتب رشدي روايته العار (1983) التي جسّد فيها الاضطرابات السياسية في باكستان، واستند في بناء شخصياتها على ذو الفقار علي بوتو والجنرال محمد ضياء الحق. فازت روايته العار بجائزة أفضل كتاب أجنبي الفرنسية، وكان وصيفًا لنيل جائزة بوكر الأدبية. تمّيزت روايتي أطفال منتصف الليل والعار المندرجتين تحت نطاق أدب ما بعد الاستعمار بأسلوب يجمع ما بين الواقعية السحرية ومنظور الهجرة الذي يدركه رشدي بصفته منتميًا للشتات الكشميري.
ألّف رشدي كتابًا واقعيًا عن نيكاراغوا في عام 1987 تحت عنوان ابتسامة جاكوار. يتّصف الكتاب بتركيزه السياسي وباستناده إلى تجارب رشدي المباشرة وأبحاثه في ساحة التجارب السياسية الساندينية.
نشر رشدي كتابه آيات شيطانية في عام 1988، الذي اعتُبر أكثر أعماله إثارةً للجدل. نشر رشدي بعده هارون وبحر القصص في عام 1990، الذي كتبه في ظل الفتوى وتمحور حول مخاطر سرد القصص ودافع فيه مجازيًا عن سلطة القصص على الصمت.
إضافةً إلى الكتب التي ألّفها ونشرها، نشر رشدي العديد من القصص القصيرة بما في ذلك مجموعة القصص التي جمعها في الشرق، الغرب (1994). نشر رشدي تنهيدة المغربي الأخيرة (1995)، الذي كان بمثابة ملحمة عائلية ممتّدة لأكثر من 100 عام من تاريخ الهند. أعاد رشدي صياغة أسطورة أورفيوس في رواية الأرض تحت قدميها (1999) التي قدّمت تاريخًا بديلًا لموسيقى الروك الحديثة. حملت إحدى أغاني فرقة يو تو الموسيقية الأيرلندية اسم الرواية ذاته، إذ كانت هذه الأغنية واحدةً من العديد من كلمات الأغاني المدرجة في الرواية؛ وبالتالي اعتُبر رشدي كاتب أغاني.
كتب رشدي روايته غضب التي تركّزت أحداثها في نيويورك وتجنّب فيها أسلوبه السردي الممتد الذي يشمل أجيالًا وفتراتٍ وأماكن عديدة. كتب رشدي بعدها رواية شاليمار المهرّج في عام 2005، التي حظيت بمديح عدد من النقّاد باعتبارها عودةً إلى أسلوبه القديم، إذ تتركّز أحداثها حول قصة حبّ وخيانة في كشمير ولوس أنجلوس.
أعرب رشدي عن إعجابه بالكاتب الإيطالي إيتالو كالفينو والكاتب الأمريكي توماس بينشون وآخرين ضمن مجموعته الواقعية لعام 2002 خطوات تقطع الخط. تأثّر رشدي في بداية مسيرته الأدبية بخورخي لويس بورخيس وميخائيل بولغاكوف ولويس كارول وغونتر غراس وجيمس جويس. كان رشدي صديقًا مقربًا للروائية أنجيلا كارتر، إذ أشاد بها في مقدّمة مجموعتها برنينج يور بوتس.
نُشرت رواية رشدي لوكا ونار الحياة باعتبارها استكمالًا لـ هارون وبحر القصص، وذلك في شهر نوفمبر من عام 2010 لتحظى على استحسان النقّاد. وفي وقت سابق من ذلك العام، أعلن رشدي أنه يكتب مذكّراته التي نشرها في شهر سبتمبر من عام 2012 تحت عنوان جوزيف أنطون: مذكّرات.
أصبح سلمان رشدي واحدًا من أوائل المؤلّفين الذين تبنوا فكرة شركة بوكتراك (وهي شركة تزامن الكتب الالكترونية مع موسيقى تصويرية مخصّصة)، وذلك عند نشره لقصّته القصيرة في الجنوب على هذه المنصّة في عام 2012.
شهد عام 2015 نشر رواية رشدي تحت عنوان سنتان وثمانية شهور وثمان وعشرين يومًا وليلة، التي عاد من خلالها إلى أسلوبه القديم المُحبّب من الواقعية السحرية. صُمّمت هذه الرواية في هيكل صندوق أسرار صيني بطبقات مختلفة. استندت هذه الرواية على الصراع الرئيسي للباحث والفيلسوف ابن رشد (الذي اشتُقّ من اسمه اسم عائلة رشدي)، إذ يستكشف رشدي في هذه الرواية العديد من المحاور العابرة للحدود والكوسموبوليتية عن طريق تصوير حرب كونية مصاحبةٍ لعالم خارق للطبيعة من كائنات الجن.
نشر رشدي روايته البيت الذهبي في عام 2017، التي كانت روايةً ساخرةً تدور أحداثها في أمريكا المعاصرة.
شهد عام 2019 نشر رشدي لروايته الرابعة عشر كيشوت، التي استوحاها من رواية ميغيل دي ثيربانتس الكلاسيكية دون كيخوتي.

## حياته الشخصية

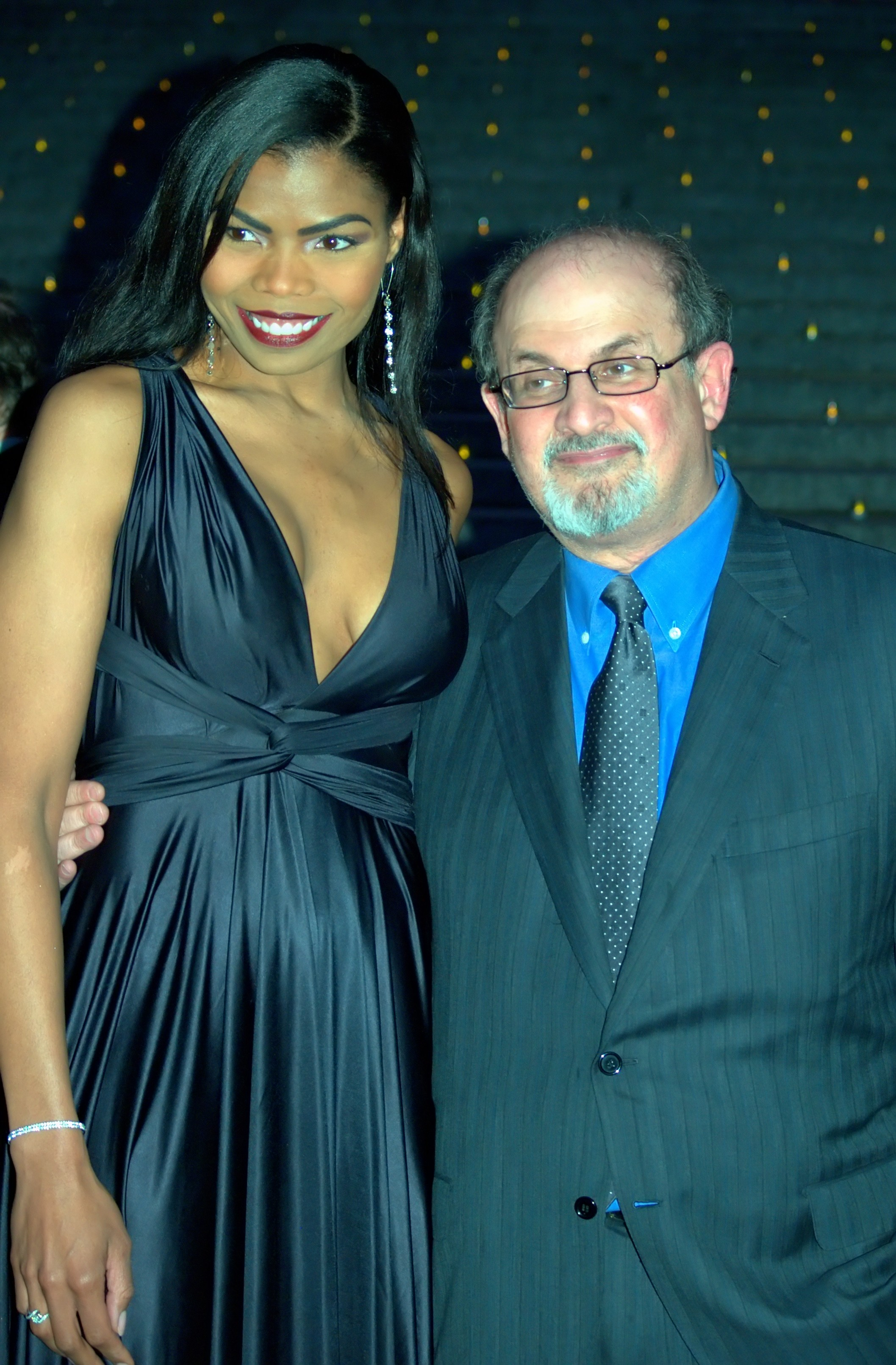
الممثلة بيا جلين مع رشدي في حفل مجلة فانيتي فير لـمهرجان تريبيكا السينمائي

هو الابن الوحيد لأنيس أحمد رشدي، محامي خريج جامعة كامبردج تحول إلى رجل أعمال، ونيجين بهات، مدرسة. ولد رشدي في مومباي بالهند. تلقى تعليمه في مدرسة كاتدرائية جون كونن في مومباي، قبل أن ينتقل إلى مدرسة الرجبي الداخلية في انكلترا، ومن ثم درس دراسته الجامعية في الكلية الملكية، في جامعة كامبردج حيث درس التاريخ. عمل لدى اثنين من وكالات الإعلان (أوجلفي وماثر وآير باركر) قبل أن يتفرغ للكتابة.
تزوج رشدي أربعة مرات، أول زوجاته كانت كلارسيا لوارد من الفترة 1976 إلى 1987 وأنجب منها ابنه زافار. زوجته الثانية هي ماريان ويجينز الروائية الأمريكية حيث تزوجا في عام 1988 وتم الطلاق في عام 1993. زوجته الثالثة (من 1997 إلى 2004) كانت إليزابيث ويست، أنجبا ابنًا يدعى ميلان. في عام 2004 تزوج من الممثلة الهندية الأمريكية والموديل بادما لاكشمي. انتهى الزواج في 2 يوليو 2007 حيث صرحت لاكشمي ان نهاية الزواج كات نتيجة لرغبتها هي. في الصحافة البوليودية، كان هناك حديث في 2008 عن علاقة بينه وبين الموديل الهندية ريا سين التي كانت صديقته، وفي رد على ما جاء في وسائل الاعلام قالت ريا في تصريح لها «اعتقد حينما تكون سلمان رشدي، من المؤكد ان تصاب بالملل من الناس الذين دائما ما يتكلمون معك عن الأدب».
في عام 1999، خضع سلمان لعملية «تصحيح وتر» حيث -حسبما صرح- كان يعاني من صعوبة متزايدة في فتح عينيه. وقال«لو لم اخضع لهذه العملية لما تمكنت من فتح عيني نهائيا».

## أعمال سلمان رشدي
1. غريموس (1975)
2. أطفال منتصف الليل (1980)
3. العار (1983)
4. ابتسامة الجكوار (1987)
5. آيات شيطانية (1988)
6. هارون وقصص البحر (1990)
7. أوطان تخيلية: مقالات ونقد (1992)
8. مشرد باختيار (1992)
9. شرق، غرب (1994)
10. زفرة العربي الأخيرة (1995)
11. الأرض تحت قدميها (1999)
12. الغضب (2001)
13. خطوات تقطع الخط (2002)
14. شاليمار المهرج (2005)
15. عرافة فلورنسا (2008)
16. جوزيف أنطون: مذكرات (2012)
17. سنتان وثمانية شهور وثماني وعشرون ليلة - 2015
18. البيت الذهبي - 2017
19. كيشوت - (2019).
20. السكين (2024). وصدرت باللغة العربية عام 2025م عن دار الجمل تحت عنوان (السكين: تأملات بعد محاولة جريمة قتل) بترجمة خالد الجبيلي.[26]

## أسباب الجدل في رواية آيات شيطانية
ارتكز سلمان رشدي في كتاب آيات شيطانية على الإساءة لرسول الله محمد وما ساعده في ذلك هو ما كان سبب الضجة في الرواية وهو ذكره لرواية في كتاب البخاري تعرف بحديث الغرانيق. وإن لم يذكر الغرانيق في الرواية الصحيحة في كتاب البخاري
1021 أخبرنا عبد الواحد المليحي، أخبرنا أحمد بن عبد الله النعيمي، أخبرنا محمد بن يوسف، حدثنا محمد بن إسماعيل، حدثنا مسدد، حدثنا عبد الوارث، حدثنا أيوب عن عكرمة عن ابن عباس أن النبي - - : سجد بالنجم وسجد معه المسلمون والمشركون والجن والإنس.

## تداعيات رواية آيات شيطانية

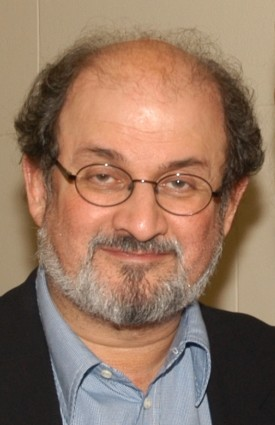
السير سلمان خان

نشر رواية آيات شيطانية سبتمبر سنة 1988 أدى إلى ضجة كبيرة في دول العالم الإسلامي لان الكتاب تعرض لشخص الرسول محمد بالإسفاف استنادًا إلى بعض روايات صحيح البخاري. اسم الكتاب يشير إلى عادة إسلامية في الكتاب قام حسبها الرسول محمد (ماهوند في الكتاب) بإضافة آيات في القرآن لتبرير وجود آلهة ثلاث كانوا مقدسين في مكة حينها. حسب الرواية فان الرسول محمد قام بحذف وتغيير هذه الآيات بتبرير بأن الشيطان نطق على لسانه هذه الايات. وهذا ما أثار الغضب في العالم الإسلامي الأمر الذي أدى إلى منع ترجمة وبيع الكتاب في اللغة العربية.
في 14 فبراير 1989 صدرت فتوى بهدر دم المؤلف سلمان رشدي عن قائد الثورة الإيرانية آية الله الخميني من خلال راديو طهران الذي قال فيه أن يجب إعدام سلمان رشدي وأن الكتاب هو كتاب ملحد للإسلام.
في 3 أغسطس 1989 فشلت محاولة لاغتياله بواسطة كتاب مفخخ، حاول تمريره عنصر من حزب الله يدعى مصطفى مازح.
انفجر الكتاب بشكل مبكر مما أدى إلى مقتل الأخير وتدمير طابقين من فندق بادينغتون.
ولهذا السبب عاش سلمان رشدي مختفيا على الانظار والحياة العامة لمدة 10 سنوات.
في الفترة اللاحقة لهذه الفتوى تلت موجه كبيرة من الهجمات والتهديدات دور الطباعة والنشر والترجمة والكثير من المترجمين واصحاب دور الطباعة تعرضوا للتهديد أو القتل على أيدي جماعات إسلامية. والكثير من المكتبات حرقت أو تم تفجيرها. أقيمت مسابقات بين بعض المجاميع لإحراق أكبر عدد ممكن من هذا الكتاب.
وأعلن رجل الدين الإيراني أحمد خاتمي، في عام 2007، أنّ الفتوى بهدر دم الكاتب البريطاني سلمان رشدي، التي أصدرها الإمام الخميني في عام 1989 بسبب كتابه «آيات شيطانية»، لا تزال سارية، مؤكدًا أنها «غير قابلة للتعديل»
في يونيو 2007 منحته ملكة بريطانيا لقب «فارس» مما أثار ضجة جديدة في العالم الإسلامي. أدى ذلك إلى توجيه الانتقادات من بعض الدول الإسلامية لهذا الحدث حيث اعتبرته إيران «ضد الإسلام» أما في باكستان فقد أدان المجلس الوطني الباكستاني هذا القرار وطالب بريطانيا بسحب هذا التكريم فورا  وقام أعضاء مجلس العلماء بمنح أسامة بن لادن لقب «سيف الله».

## محاولة الاغتيال

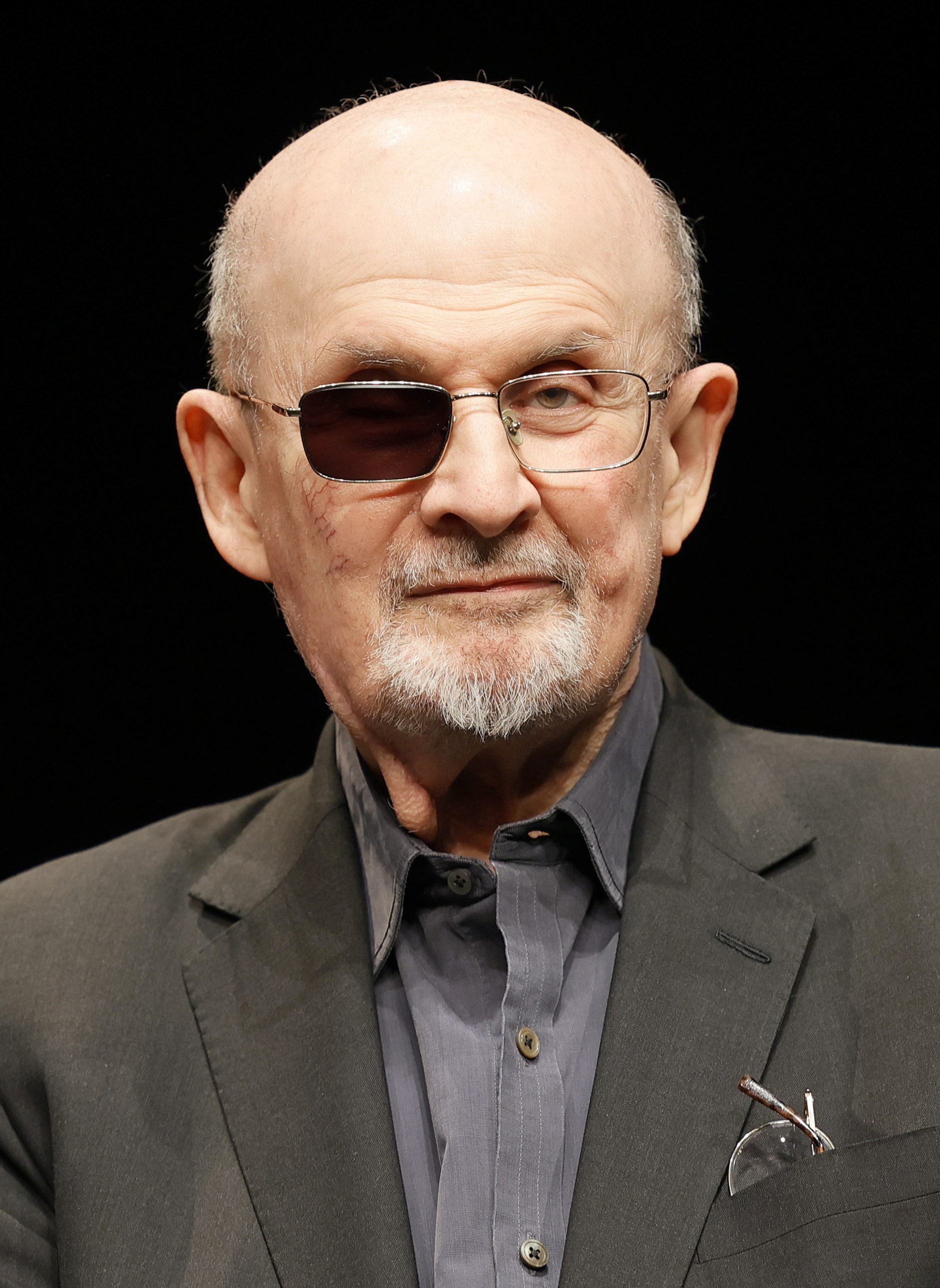
سلمان رشدي - 2024

في 12 آب/أغسطس 2022 تعرض سلمان رشدي للطعن في عنقهِ من قبل شخص في قاعة كان يستعدّ سلمان لإلقاء محاضرة فيها تقع غرب ولاية نيويورك، ثم نقل بطائرة مروحية إلى مستشفى قريب في المنطقة.
وألقت الشرطة القبض على الشخص المشتبه بهِ في الهجوم.
ولقد وضع سلمان رشدي على جهاز التنفس الاصطناعي بعد إجراء عملية جراحية لهُ استغرقت ساعات عدة جراء تعرضه للطعن في عدة مواضع من جسدهِ، ومن المحتمل أن يفقد سلمان إحدى عينيه، وقد قُطِعت أعصاب ذراعه وتعرّض كبده للطّعن والتلف بحسب وكيله الأدبي.
في أكتوبر 2022 وبعد شهرين من محاولة اغتيال رشدي ذكر وكيل أعماله أندرو وايلي أن إصابات الروائي، بالغة، وأكد في تصريح صحفي أنه فقد البصر في إحدى عينيه، وأُصيب بثلاثة جروح خطيرة في رقبته وإحدى يديه؛ ما تسبب في العجز بسبب قطع الأعصاب في ذراعه، إضافة إلى 15 إصابة، في الصدر والجذع.

## المنح والجوائز
- جائزة الكتاب البريطانية للآداب حصل عليها سنة 1981 عن روايته أطفال منتصف الليل
- منحة توغولوسكي للآداب السويدية حصل عليها سنة 1992
- جائزة آريستون عن المفوضية الاوربية حصل عليها سنة 1996

## وصلات خارجية
- سلمان رشدي على موقع أرشيف الشارخ.
- سلمان رشدي على موقع IMDb (الإنجليزية)
- سلمان رشدي على موقع ميتاكريتيك (الإنجليزية)
- سلمان رشدي على موقع الموسوعة البريطانية (الإنجليزية)
- سلمان رشدي على موقع روتن توميتوز (الإنجليزية)
- سلمان رشدي على موقع مونزينجر (الألمانية)
- سلمان رشدي على موقع ألو سيني (الفرنسية)
- سلمان رشدي على موقع ميوزك برينز (الإنجليزية)
- سلمان رشدي على موقع تيرنر كلاسيك موفيز (الإنجليزية)
- سلمان رشدي على موقع أول موفي (الإنجليزية)
- سلمان رشدي على موقع قاعدة بيانات الأفلام السويدية (السويدية)